# دورة البعل

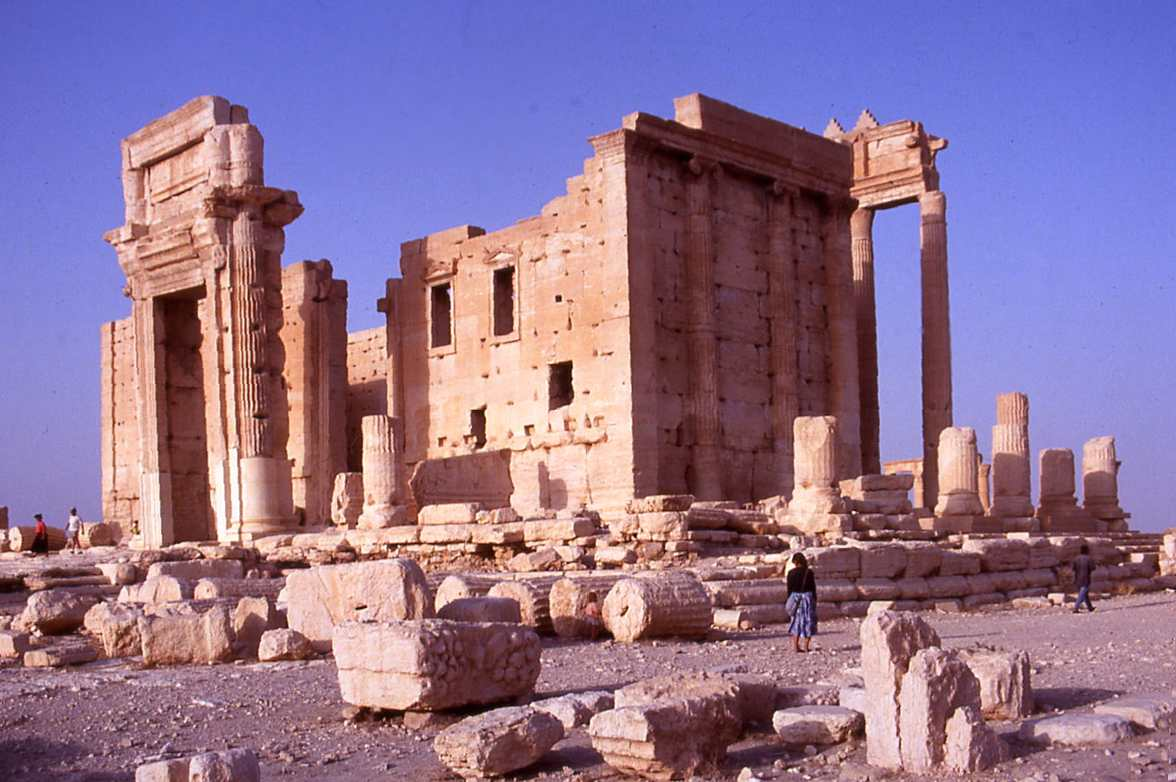

دورة بعل هي مجموعة من القصص المكتوبة باللغة الأوغاريتية والتي تتكلم عن إله الطقس والخصوبة الكنعاني بعل والذي عرف في الأساطير الأخرى باسم أدد أو حدد، وقد عثر على مجموعة من الألواح في سنة 1920 في تل أوغاريت (رأس شمرا حالياً) على ساحل البحر الأبيض المتوسط لسوريا والتي كانت تتكلم عن أسطورة بعل وعن أسطورة موته.

## قصة بعل و يَمّ
يذكر أحد الألواح:

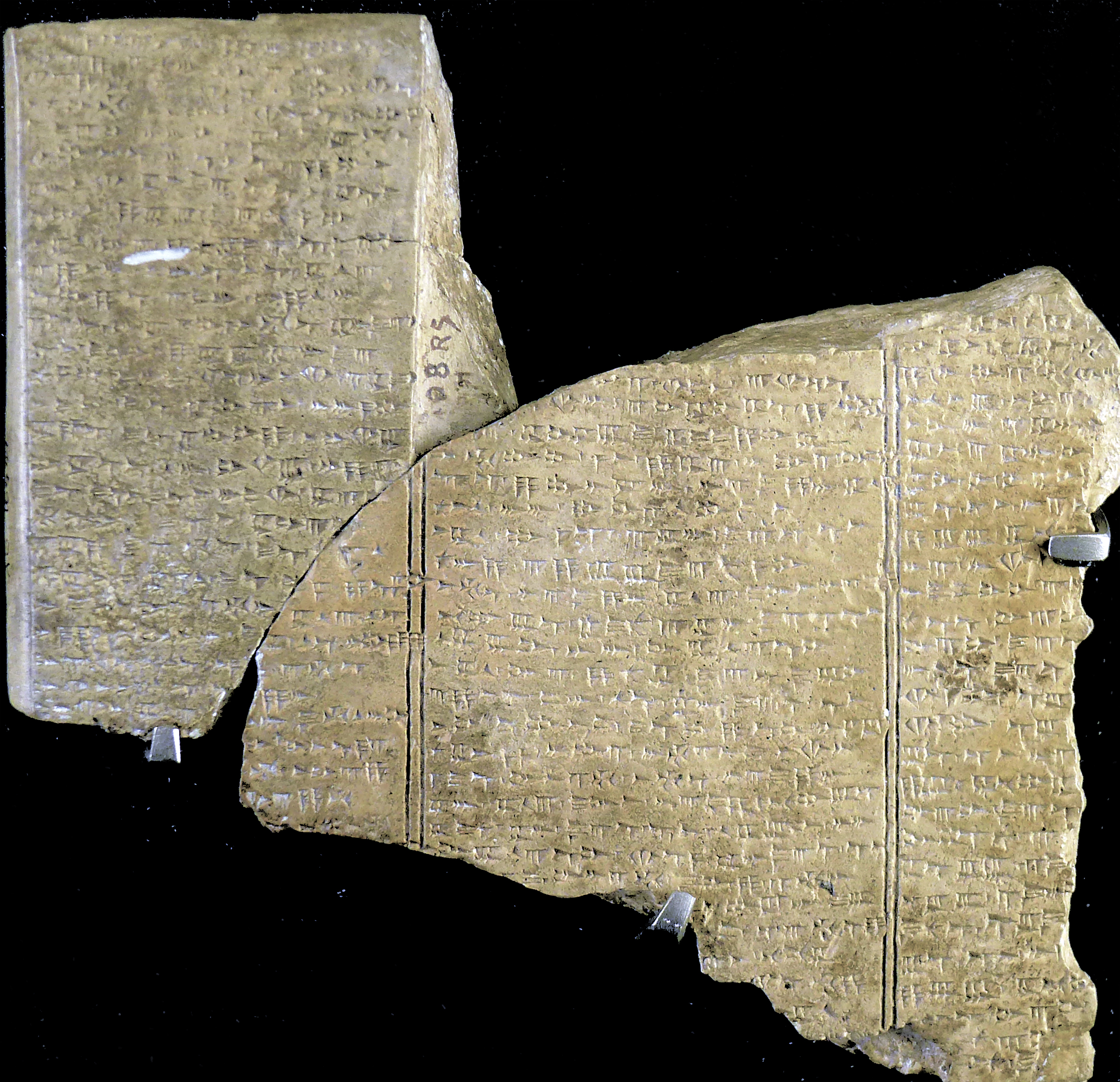
لوح مسماري يوضح دورة بعل

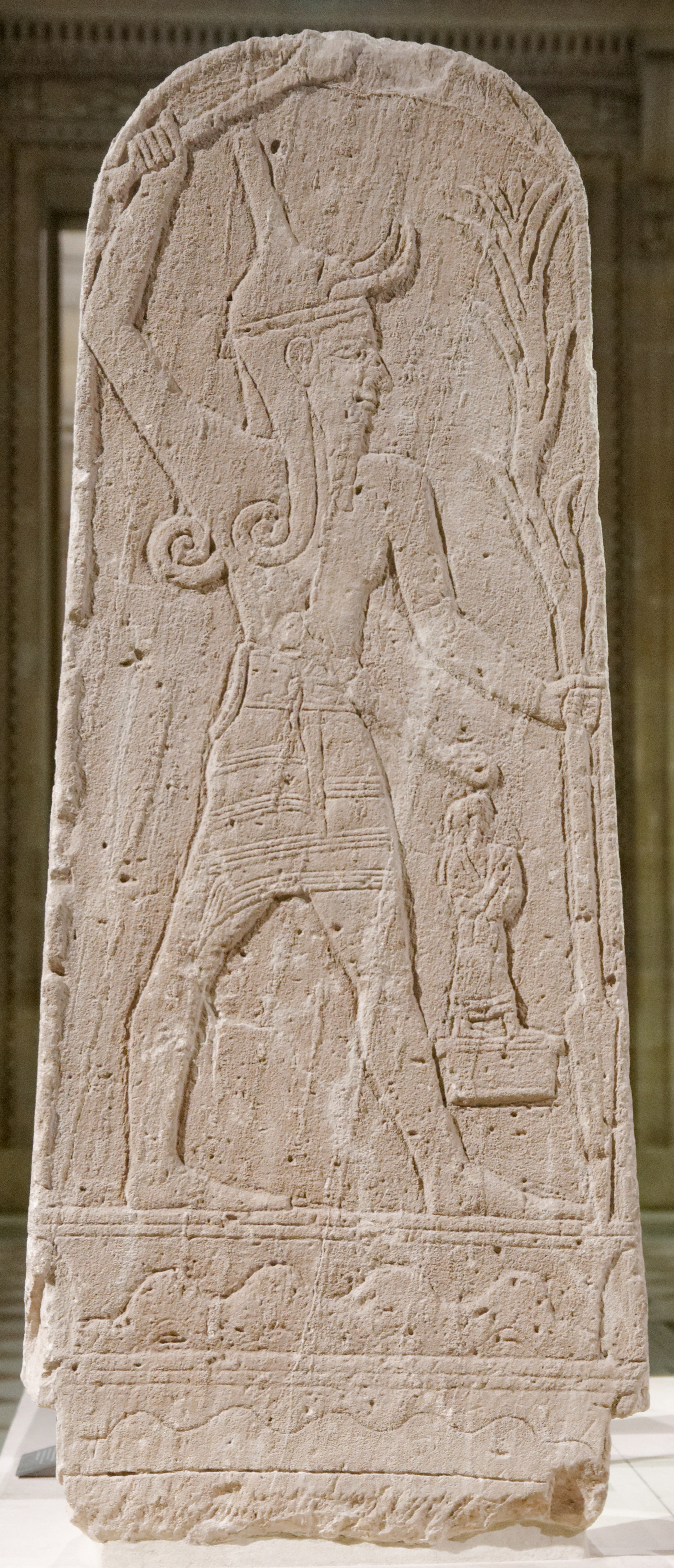
نقش على حجر من أوغاريت يمثل الإله بعل وهو يرسل صاعقة

- يم يريد الحكم فوق الآلهة الأخرى ويريد أن يكون الأقوى بينهم
- بعل عارض ذلك وقام بذبحه
- بعل وبمعونة عناة وعشيرة أقنعوا إل ليكون في القصر
- بعل وبمعونة كوثر بنوا هذا القصر
- ملك الآلهة وحاكم العالم خضع لموت
- موت قتل بعل
- عناة قتلت موت بكل وحشية وثم طحنته ونثرت بقاياه
- بعل عاد إلى جبل صافون
- موت تعافى ورجع وتبعثر وتحدى بعل
- بعل أبعد موت
- بعل عاد للحكم مجدداً